# Bukovinai székely oktatásügy
A bukovinai székelyek a 18. században szakadtak ki az egykori székely határőrvidék népéből, a székelyföldi Csíkszék, Háromszék, Udvarhelyszék falvaiból.

## Története
Az 1764-es madéfalvi vérengzés következtében a Székelyföldről kivándorlók között papok, tanítók is voltak, köztük Zöld Péter (1727–1795) egykori csíkdelnei plébános is, aki 13 hónapi fogság után szökött Moldvába.
A volt csíkdelnei plébános a jászvásári pápai misszió prefektusának felügyelete és engedélye folytán 5 évet töltött hívei közt Moldvában, ahol lelki gondozásuk mellett a katekizmus és az elemi ismeretek oktatását is ellátta. Erdélybe való visszatérte után beszámolt a moldvai magyarok helyzetéről.
A Moldvából Bukovinába áttelepülő menekülteket Splényi Gábor és Hadik András vette pártfogásába, mivel a Bukovinába áttelepülő menekültek egy ritkán lakott, alacsony kultúrfokon álló területre kerültek, ahol csak Putnában, Radócon, Szucsávában működött néhány zarándokiskola a papi képzésre.
A Bukovinában megalakuló öt magyar faluban (Istensegíts, Fogadjisten, Hadikfalva, Józseffalva, Andrásfalva) templomot is építettek.

## Az első tanítók
Az áttelepülésben kiemelkedő szerepet vállaló Mártonffi Mór Antal minorita szerzetes lett a bukovinai székelyek első katolikus papja, aki e feladatát 1794-ben bekövetkezett haláláig ellátta, közben gondoskodva az alsófokú iskolák megszervezéséről, ahol az elemi ismereteket a kor szokása szerint kántorok vagy jegyzők tanították. Mártonffy a kincstár segítségével ábécés és hittankönyvet is juttatott számukra, és a bukovinai közigazgatási terület pénztárából gondoskodott a tanítók fizetéséről is.
A nagyrészt katolikusokból álló székely falvak lakói mellett néhány református család is érkezett Bukovinába, akik Andrásfalván telepedtek le, kiknek első papja Ajtai Sámuel egykori Krasznai algimnáziumi diák lett. E kis református közösség azonban semmiféle templomi, iskolai alapítványban nem részesült.
Csak az Istensegítsen tanító Antalfi Mihály csíki származású házitanító volt az egyedüli, aki együtt érkezett a betelepülőkkel, ezért a nagy tanítóhiány miatt a többi helyen lehetetlen volt a rendszeres oktatás.
1836-ban az MTA Moldvába küldte a csiktapolcai Gegő Eleket, hogy tanulmányozza az ottani magyarok életét. Ekkor ott már csak három katolikus iskola: az andrásfalvi, az istensegítsi és a hadikfalvi működött, és tanító is csak Hadikfalván, a legnagyobb faluban volt, a másik kettőben a magyar papok tanítottak, illetve ezekben a diákok csak hitoktatásban részesültek.
A reformátusok lakta Andrásfalván pedig 1835-től folyt oktatás, iskolájuk ekkor épülőben volt, egészében jobb helyzetben voltak, az erdélyi szuperintendencia támogatását élvezték, emellett pedig egy alapítvány a tanulók számára is ingyenessé tette az oktatást és biztosította a tanítók szerény megélhetését is.
A tanítás nyelve ekkor magyar és német volt.
Az 1848–1849-es forradalom és szabadságharc utáni évtizedekben is az előzményekhez hasonló gondokkal küzdött a bukovinai magyarok iskolaügye: kevés volt a tanító, nem volt magyar tankönyv, és kevés volt az iskolába járó gyerek is.
1854-ben Druzsbánczky Bonaventura domonkosrendi szerzetes lett Józseffalva és Istensegíts katolikus papja, aki odakerülése után azonnal kézbevette az iskolaügyet, könyveket szerezve előbb Kolozsvárról, majd a Szent István Társulattól hozatva, emellett a társulat vállalta négy bukovinai fiatal kitaníttatását is, majd 1857-ben a budapesti születésű volt 1848-as honvédszázados lett Andrásfalva első képesített tanítója, aki a Vasárnapi Újságba írt cikkeiben kérte, hogy a bukovinai magyaroknak küldjenek papokat, tanítókat, könyveket.
A katolikusok sikerein felbuzdulva ezután Biró Mózes református lelkész is pártfogókat keresett az eddigre már 600 főre duzzadt református eklézsia számára a Protestáns Egyházi Iskolai Lapokon keresztül.

## Szent László Társulat
Az 1861-ben az akkor mintegy 8000 főre tehető bukovinai katolikus magyarok támogatása céljából Pesten megalakult a Szent László Társulat, mely az ország határain kívül rekedt katolikus magyarság támogatását, számukra iskolák, templomok építését, magyar papok és tanítók biztosítását tűzte ki céljául, és a tehetségesek továbbtanulására segélyeketis folyósított, és ha nem találtak bukovinai származású papot vagy tanítót, akkor Magyarországról hozatott. Ez áldásos tevékenységét a társulat egészen az első világháborúig folytathatta.

## Középiskolák
A társulat tevékenységének időszakában bővült ki a középiskolai rendszer is; 1860-ban Szucsáván, majd 1872-ben Radócon is megnyitották a gimnáziumot, 1873-ban pedig ipariskola is létesült, és 1870-ben Csernovicban megnyílt az első felsőfokú tanintézet, a tanítóképző is, melyek német nyelvű iskolák voltak, és csak néhány székely került ide.
Az 1869. évi birodalmi népiskolai törvények bevezetése után a népoktatás fejlődésével a Magyarországra küldött ifjak egyike lett az istensegítsi születésű László Mihály is, aki Esztergomban, majd Budapesten tanult jogot és filozófiát. 
László Mihály közben a népiskolák magyar szakfelügyelője lett, a magyar közvéleményt és a hivatalos köröket meggyőzte a bukovinai székelyek hazatelepítésének szükségességéről. 1883-ban a Csángó Társulat 4000 személyt telepített át az Al-Duna mellé, megalakítva Székelykeve, Hertelendyfalva, Sándoregyháza új telepesfalvakat, melyek iskoláinak telket, tanítót és földet is adtak.
Eközben a Bukovinában maradt magyarok helyzete is fokozatosan javult, három nagyobb faluban is épült új iskola, és egy-egy népiskolára 5-6 szakképzett tanító is jutott.
A szegényebbek ezalatt nehezen tudták taníttatni gyermekeiket, az otthoni munka, téli lábbeli hiánya miatt. Sokan nem tanultak meg írni, olvasni vagy számolni sem.
A tehetősebb gyerekek pedig Radócra, Csernovicba, Szucsávára jártak gimnáziumba, melyek német iskolák voltak, vagy a magyarországi és erdélyi iskolákban tanultak tovább. A reformátusok a híres nagyenyedi kollégiumban, a katolikusok pedig a székely gimnáziumokban: Székelyudvarhelyen, Kézdivásárhelyen, Csíkszeredán vagy Kolozsváron tanultak.

## A későbbi évek
Az első világháború után, 1920-ban Bukovina Romániához került, 1923-ig a monarchiabeli oktatás folyt tovább, majd 1924-ben az iskolákat államosították, bevezették a hétosztályos általános iskolát, a hatóságok pedig megszüntették a német és magyar nyelvű oktatást, helyébe a román nyelv lépett, csak az egyháznak maradt heti 2 óra hittanítás.
A falvakat a Szent László Társulat által küldött tanítók nagy része elhagyta, az ottmaradottak román vizsgát tettek, románul taníthattak, később román területre helyezték el őket, helyüket román tanítók vették át. A 30-as évekre az iskolás gyerekek nagy része nem tanult meg írni, olvasni sem magyarul, sem románul. A magyar oktatás csak a templomban maradt meg. A nagy tandíj és a szegénység miatt felsőbb iskolába kevesen jutottak el.
1941 tavaszán a bukovinai székelység a közben Magyarországhoz visszakerült Bácskába települt át. Az öt falu lakosaiból 28 új telepesfalu alakult, mindegyik faluban létesült hatosztályos elemi iskola is, de a 3 itt töltött tanév az évtizedes mulasztásokat pótolni nem tudta.
1944 őszén a közelgő hadszíntér a székelyeket innen is menekülésre késztette, az átvészelt háborús évek után Tolna vármegye Völgységi járásának 22, Központi járásának 6, Kelet-Baranya 5, Bács vármegye 3 falujában telepedtek le.

## Magyarországi évek
Letelepedésük után a nyolcosztályos iskola megteremtése fokozatosan történt meg, mely a felekezeti és állami elemi iskolából és a gimnázium első négy osztályából alakult ki. A bukovinai székelyek lemorzsolódása nagy volt. A háborút és a két telepítést követően a diákok fokozatosan kezdtek iskolába járni, a menekülés és kitelepítések miatt legalább egy tanévet elvesztettek a gyermekek, sokan közülük nem is fejezték be az általános iskolát, de írni, olvasni, számolni megtanultak.
A Tolna vármegyei Tevelen 1946-ban 236 növendékkel alakult meg a székely gimnázium Kőrösi Csoma Sándor Székely Tanintézet néven, amit az Erdélyből elmenekült író és tanító, Földi István hozott létre, aki egyben az intézmény igazgatója is lett . A cél a székelység tanulmányi lemaradásának pótlása volt, emellett internátusként és tangazdaságként is működött. Az intézmény néhány, a kilakoltatott svábok által hátrahagyott és kifosztott házban kapott helyet, ám az épületek és földek a faluban szétszórtan helyezkedtek el. Az iskolába fiúk és lányok egyaránt járhattak, sőt nemzetiségüktől függetlenül a svábok gyermekeit is felvették. Sajnos a próbálkozás nem volt hosszú életű, mivel 1949-ben a Rákosi-rendszer államosította, majd felszámolta az iskolát. Az intézmény emléke azonban élénken megmaradt a helyiekben. Tevelen a rendszerváltás után emléktáblát helyeztek el az egykori épületen, és emlékoszlopot is állítottak az intézmény emlékére. Az intézmény történelmét Asztalos Zoltán dolgozta fel könyvében, amely A Teveli Kőrösi Csoma Sándor Székely Tanintézet története írásban és képben címen jelent meg 2016-ban.
Az 1950-es években a kormányzat a munkás és paraszt fiatalok támogatásának idején a nagyrészt paraszti származású bukovinai fiatalok számára is elérhetővé váltak a közép- és felsőfokú intézmények. Kulturális helyzetük jelentősen javult a felsőoktatás megszervezésével. Gyermekeik 70-80%-a ma már középfokú iskolákban tanul tovább.
Értelmiségük közül való többek között Tamás Menyhért József Attila-díjas költő, író és Lőrincz Vitus képzőművész is.